# Raphael Patai
Raphael Patai (em hebraico:  רפאל פטאי; Budapeste, 22 de novembro de 1910 – Tucson, 10 de julho de 1996), nascido Ervin György Patai, foi um etnógrafo, historiador, orientalista e antropólogo judeu-húngaro.

## Início de vida e educação
Nasceu em Budapeste, Áustria-Hungria em 1910, filho de Edith Patai, nascida Ehrenfeld, e József Patai. A mãe de nasceu em Nagyvárad, filha de pais judeus de língua alemã que expressaram seu compromisso com o nacionalismo magiar enviando sua filha para escolas de língua húngara. Ambos os pais falavam húngaro e alemão fluentemente e educaram os filhos para serem perfeitamente fluentes em ambas as línguas. Seu pai era uma figura literária proeminente, autor de numerosos escritos sionistas e outros, incluindo uma biografia de Theodor Herzl. József foi fundador e editor do jornal político e cultural judaico Mult és jövő (Passado e Futuro) entre 1911 a 1944, um jornal que foi revivido em 1988 por János Köbányai em Budapeste. Seu pai também escreveu uma História dos Judeus Húngaros e fundou uma organização sionista na Hungria que obteve apoio para a colonização de judeus no Mandato Britânico da Palestina.
Estudou em seminários rabínicos na Universidade de Budapeste e na Universidade de Breslávia, onde recebeu o doutorado em línguas semíticas e história oriental. Mudou-se para a Palestina em 1933, onde seus pais se juntaram a ele em 1939, após receber o primeiro doutorado concedido pela Universidade Hebraica de Jerusalém, em 1936. Retornou brevemente a Budapeste, onde completou sua ordenação no Seminário Rabínico de Budapeste.

## Carreira e prêmios
Durante o final da década de 1930 e início da década de 1940, lecionou na Universidade Hebraica e serviu como secretário do Technion de Haifa. Fundou o Instituto Palestino de Folclore e Etnologia em 1944, servindo como seu diretor de pesquisa por quatro anos. Também serviu como diretor científico de um programa de estudos de folclore judaico para o programa cultural público Beit Ha'Am em Jerusalém.
Em 1947, foi para Nova Iorque com uma bolsa do Viking Fund for Anthropological Research (mais tarde renomeado Fundação Wenner-Gren para Pesquisa Antropológica); também estudou os judeus do México. Estabeleceu-se nos Estados Unidos, tornando-se cidadão naturalizado em 1952. Ocupou cargos de professor visitante em várias das faculdades mais prestigiadas do país, incluindo as universidades de Columbia, Pensilvânia, Nova Iorque, Princeton e Estadual de Ohio. Foi professor titular de antropologia no Dropsie College de 1948 a 1957 e na Universidade Fairleigh Dickinson. Em 1952 foi convidado pelas Nações Unidas para dirigir um projeto de pesquisa sobre Síria, Líbano e Jordânia para a Human Relations Area Files.
Seu trabalho foi amplo, mas se concentrou principalmente no desenvolvimento cultural dos antigos hebreus e israelitas, na história e cultura judaica e na antropologia do Oriente Médio em geral. Foi autor de centenas de artigos acadêmicos e várias dezenas de livros, incluindo três volumes autobiográficos. Em 1985 foi colaborador de uma exposição no Museu do Novo México.
Foi co-recebedor juntamente com Moshe Zvi Segal do Prêmio Bialik de pensamento judaico em 1936. Em 1976, recebeu o Prêmio Nacional do Livro Judaico na categoria História Judaica por The Myth of the Jewish Race.

## Vida pessoal
Casou-se com Naomi Tolkowsky, cuja família se mudou para o que era então a Palestina no início do século XX; eles tiveram duas filhas, Jennifer (n. 1942) e Daphne (n. 1943). Ele morreu em 1996 em Tucson, Arizona, aos 85 anos. Saul Patai (1918-1998), professor de química orgânica de longa data da Universidade Hebraica de Jerusalém, era seu irmão.